# Путь возрождения народов Крыма
«Путь возрождения народов Крыма» — мемориальный комплекс в посёлке Сирень Бахчисарайского района Крыма, созданный в память о депортации народов полуострова в годы Великой Отечественной войны. Расположен близ станции «Сирень» (ранее — «Сюрень»), через которую 1944 году осуществлялась депортация крымских татар. Строительство мемориала проводилось с 2015 по 2021 год. Является отделом Крымскотатарского музея культурно-исторического наследия.

## История

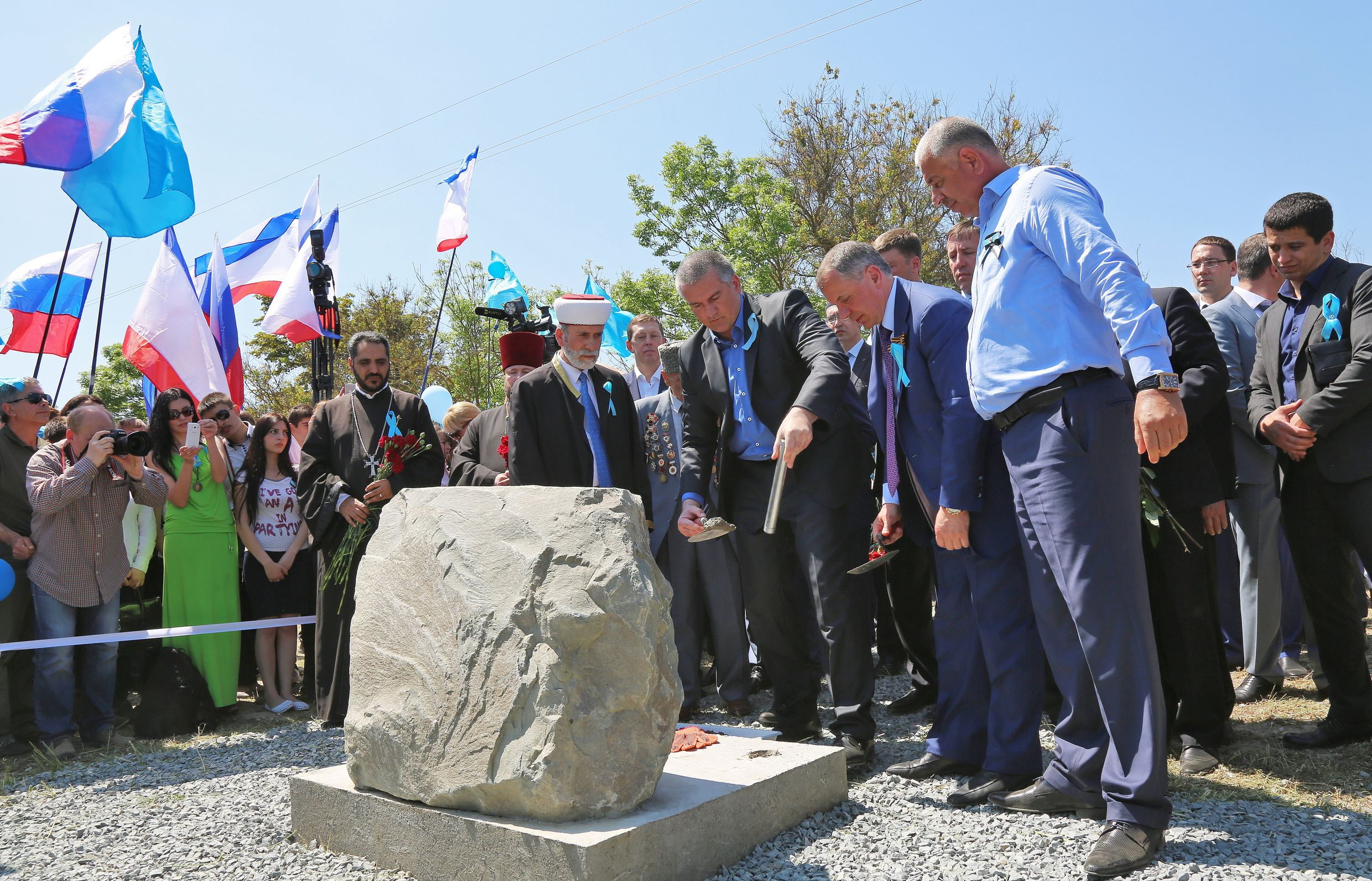
Закладка капсулы, 2015 год

Накануне 71-й годовщины депортации крымскотатарского народа общественная организация «Къырым» (лидер — Ремзи Ильясов) обратился к руководству Крыма с предложением построить в память об этом событии новый мемориал. В 2015 году было объявлено о начале строительства мемориала близ станции «Сирень» (до депортации — «Сюрень»), через которую в 1944 году прошло порядка 100 тысяч депортированных крымских татар. На митинге 18 мая в честь закладки памятного камня присутствовал спикер крымского парламента Владимир Константинов и глава Крыма Сергей Аксёнов. Для постройки мемориала земельный участок под ним был признан «значимым для Республики Крым», что позволило выкупить земельный пай площадью 1,8 гектара ранее выделенный частному лицу для сельскохозяйственного производства за 715 тысяч рублей. В конце года был объявлен конкурс на лучшую скульптурную композицию для мемориала. Победителем конкурса стал проект московского скульптора Салавата Щербакова.
Сооружение мемориала было разбито на три этапа. В 2016 году планировалась установка копии вагона-теплушки и благоустройство территории, в 2017 году — создание групповой скульптуры «Последняя семья», а в 2018 году — строительство музея, а также мечети и часовни. Первоначально цена сооружения мемориала оценивалась в 500 млн рублей бюджетных средств, а позднее — в 400 млн. Летом 2019 года стало известно, что строительство комплекса составляет 339 млн руб, а сдача объекта сдвигается на май 2020 года. Спустя полгода министр строительства и архитектуры Крыма Михаил Храмов заявил, что подрядчик «СтройКомТех» сорвал строительство мемориального комплекса и власти Крыма начинают поиски новой компании для окончания работ. Новым подрядчиком был выбран «ДЭК Групп», которому установили срок сдачи объекта к концу 2021 года.
К апрелю 2021 года строительство было выполнено на 85 %. 18 мая 2021 года Сергей Аксёнов заявил, что объект будет сдан ранее запланированного срока. В августе 2021 года подрядчик объявил о завершении работ на объекте.

## Описание
Общая площадь мемориального комплекса составляет около 2 гектар. На ней расположены следующие объекты:
- Здание музея и административного корпуса. Само здание выглядит как разлом или трещина, символизирующая разрушенные судеб депортированных людей[19].
- Мечеть и православная часовня[19].
- Макет-копия грузового вагона на котором производилась депортация, изготовленная предприятием «Крымская железная дорога»[20].
- Буквенная композиция «Сюрень». Высота каждой буквы составляет около полутора метра[21].
- Шесть столбов, символизирующие депортированные народы[19].
- Мемориальная композиция «Столбы народов Крыма»[22].
- Скульптурная композиция «Последняя семья» (автор — Салават Щербаков)[22].
- Скульптурная композиция «Молитва», выполненная в виде сложенных в молитве рук[22].

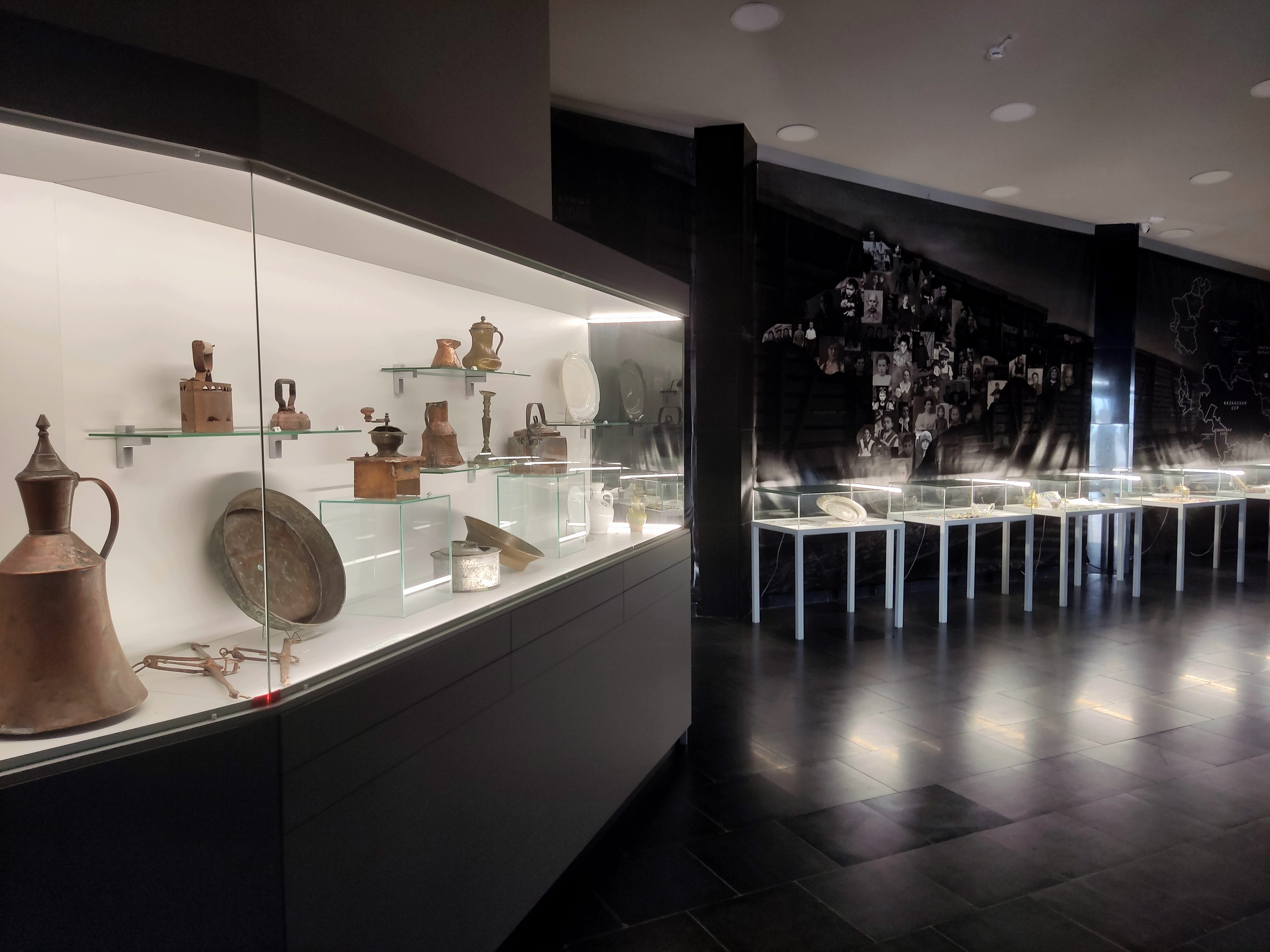
Музей
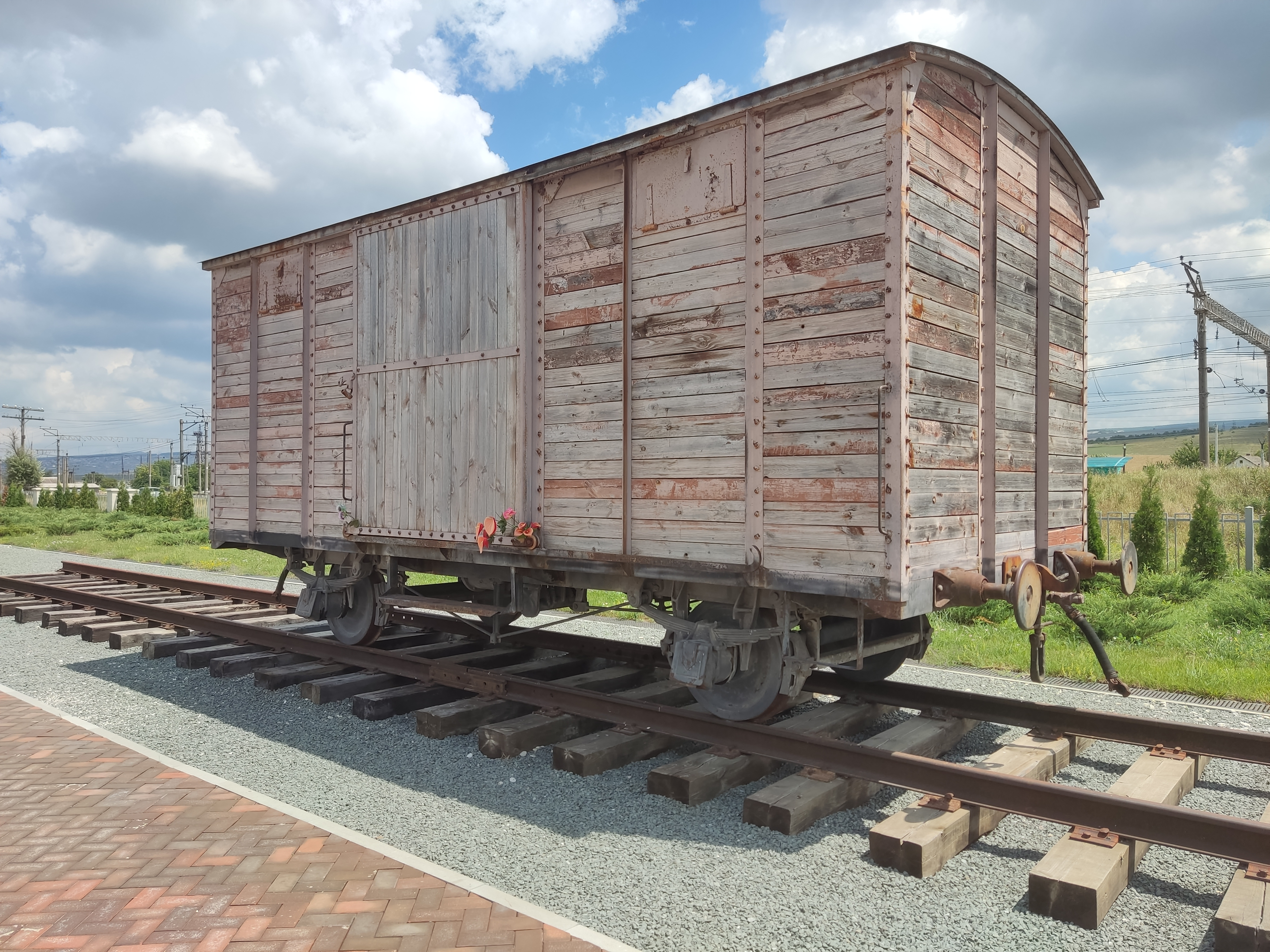
Макет вагона
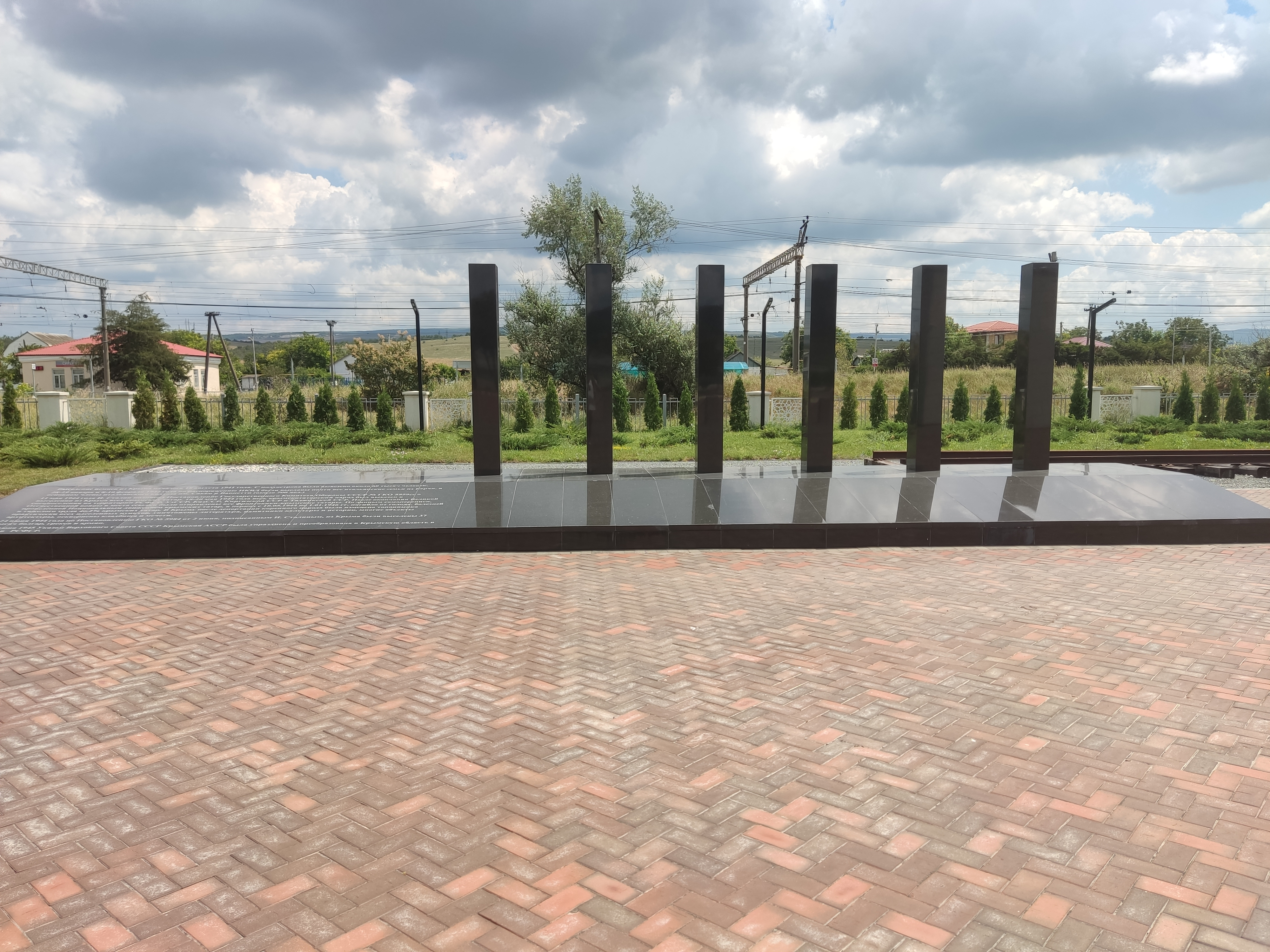
Мемориал
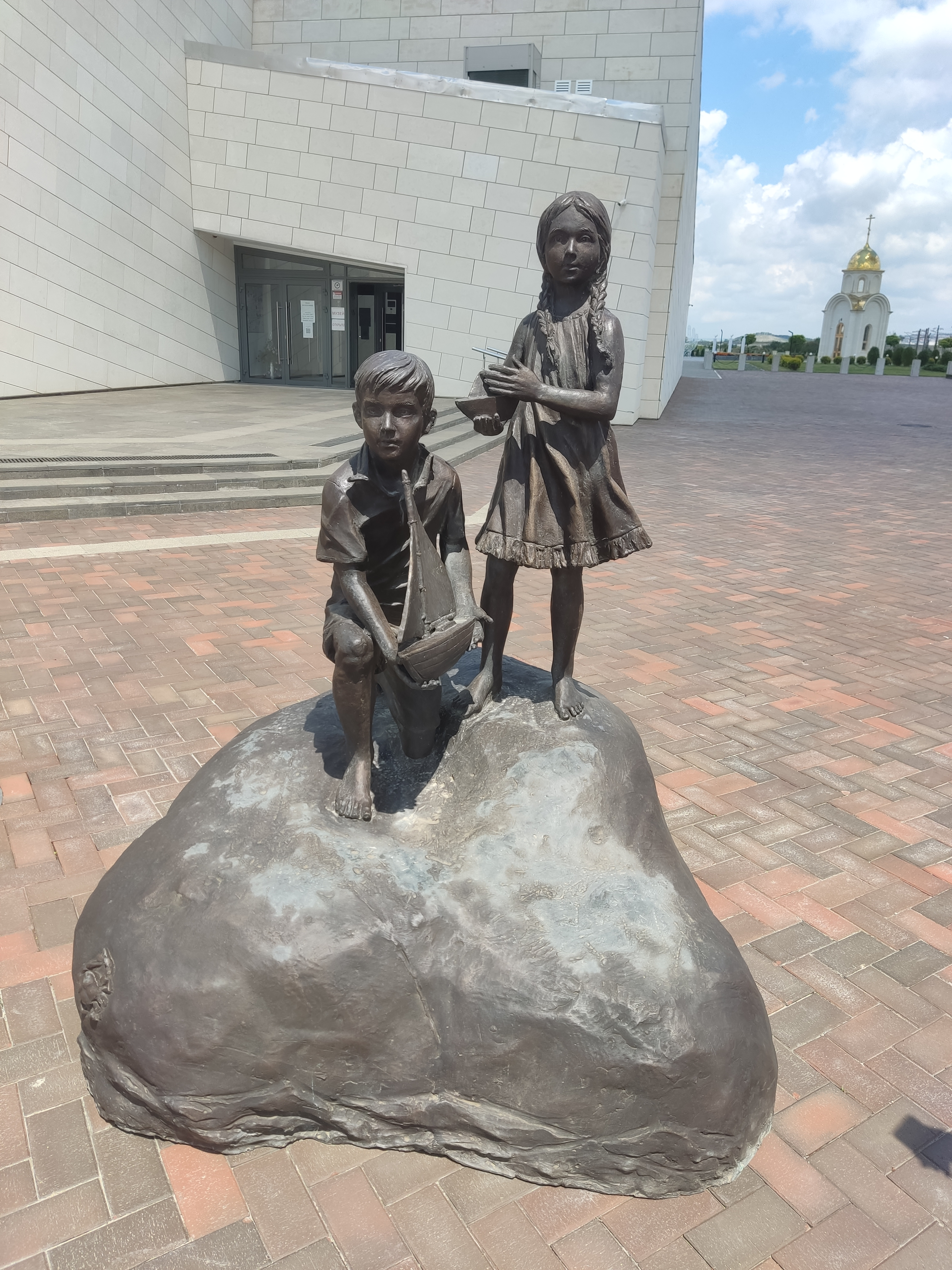
Скульптура девочки и мальчика
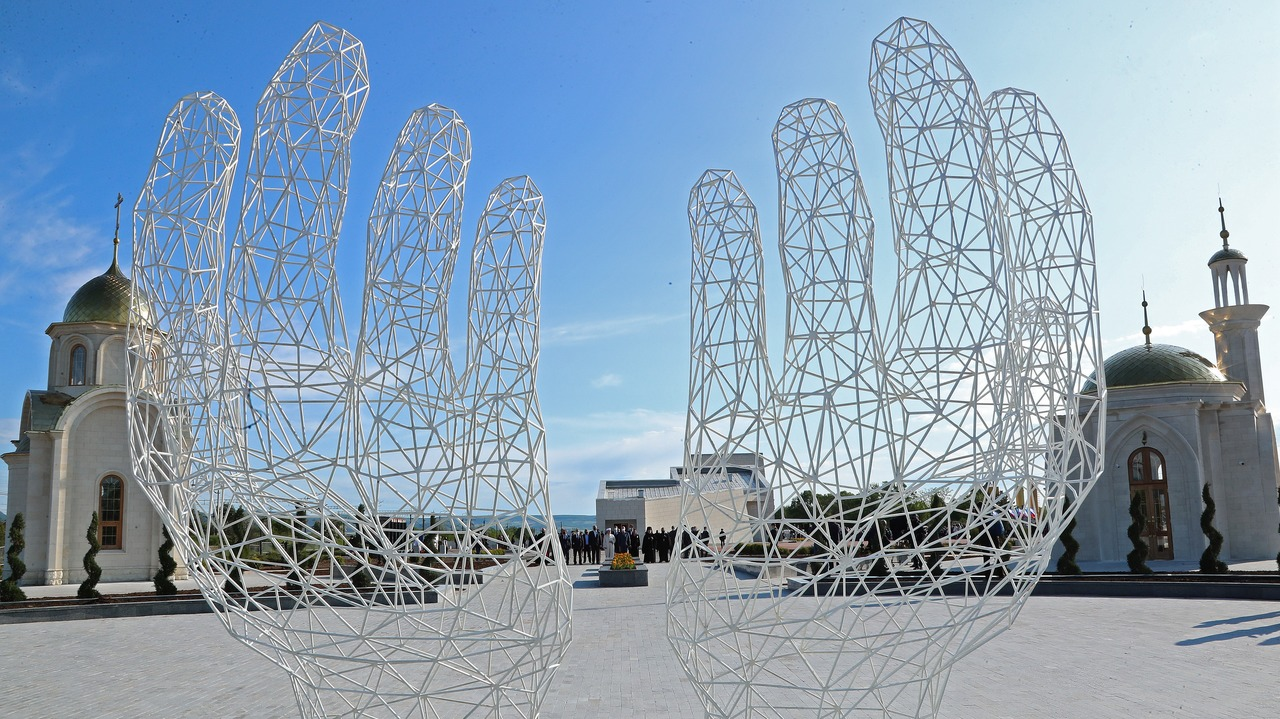
Скульптурная композиция «Молитва»
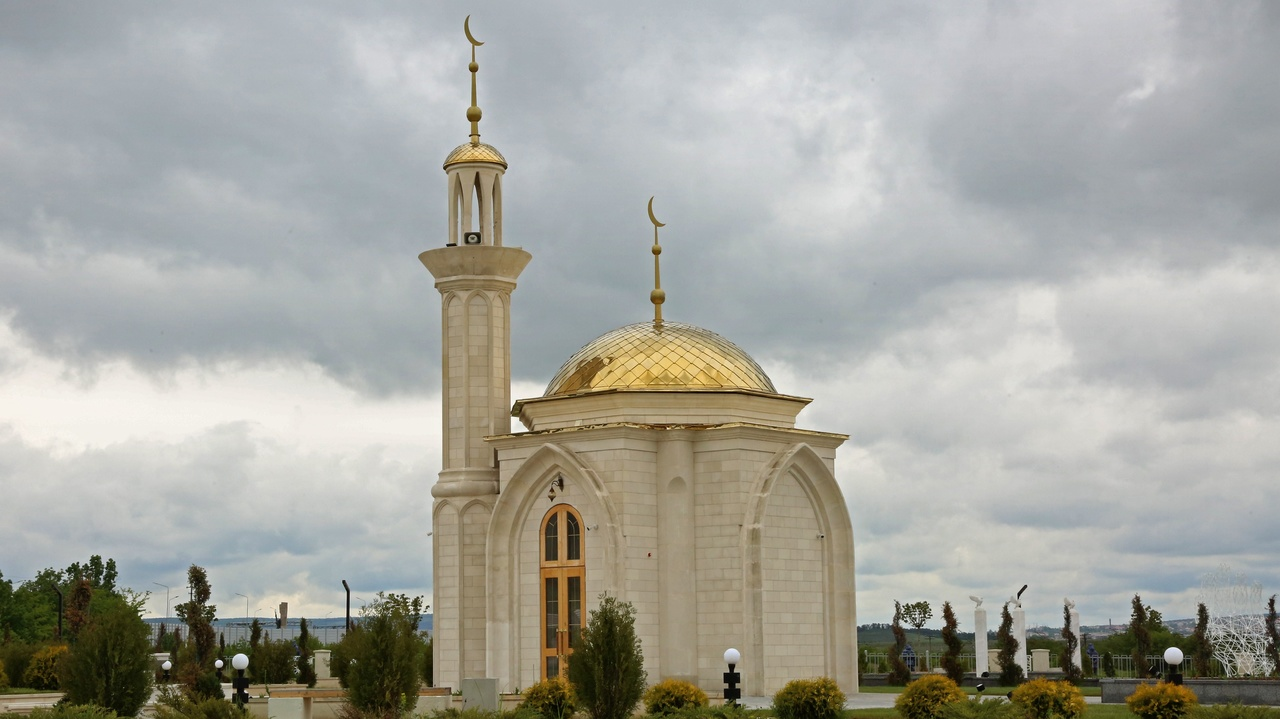
Мечеть

## Критика

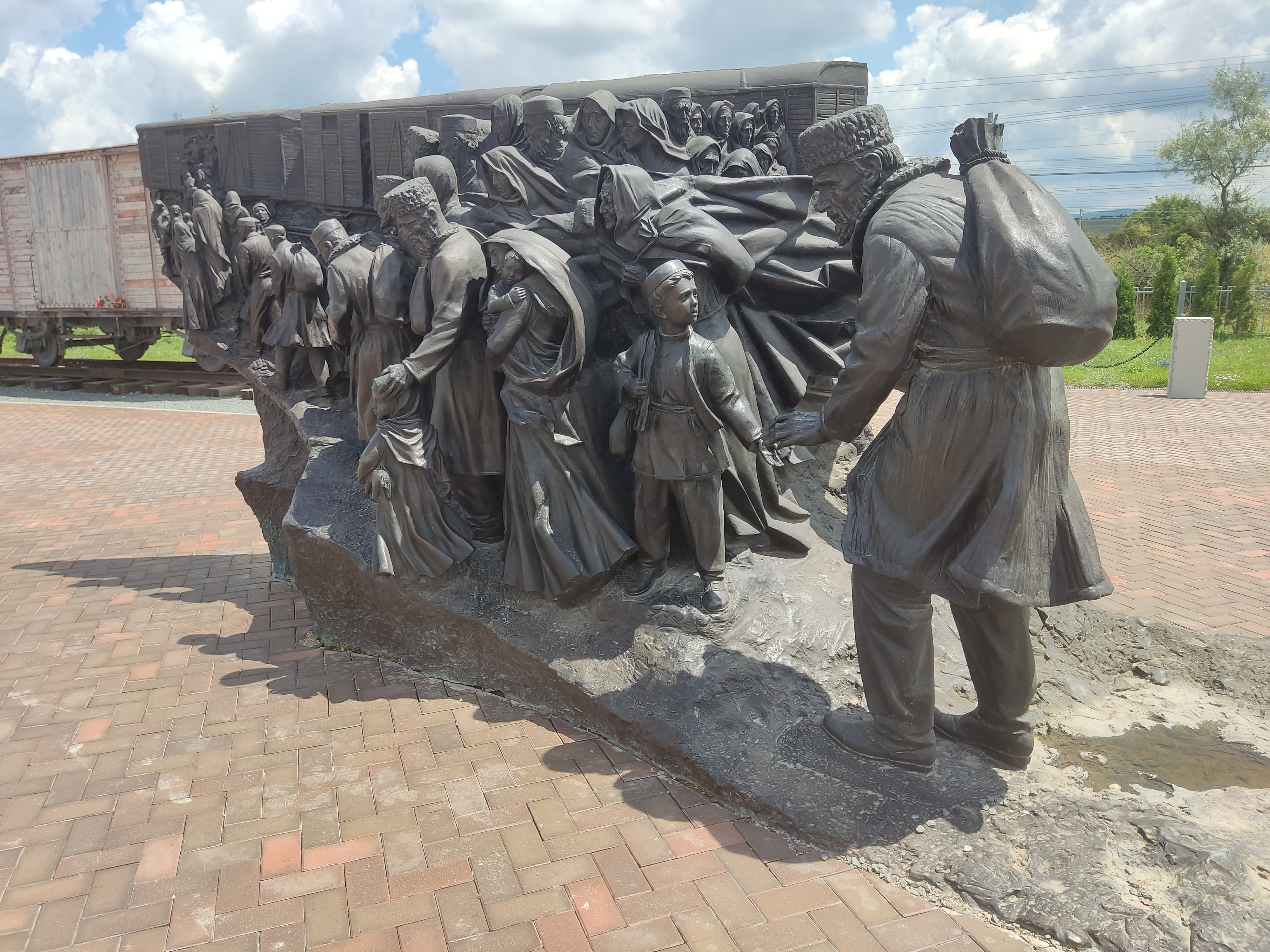
Барельеф «Последняя семья»

По мнению украинского историка и общественного деятеля Андрея Иванца мемориал создан для навязывания крымским татарам нового формата проведения траурных акций 18 мая, вместо митингов, которые ежегодно проходили до аннексии Крыма Россией и были запрещены новыми российскими властями полуострова. Аналогичную мысль высказывает журналист издания «Крым. Реалии» Николай Семена, указывающий, что это сделано для того, чтобы убрать от населённых пунктов на периферию памятные акции в день депортации крымских татар, чтобы они «не будоражили сознание людей и не возбуждали вопросов об этой истории». Крымскотатарский активист и архитектор Эдем Дудаков считает, что строительство мемориала в Сюрене это часть политики новых властей полуострова на вытеснение крымскотатарской культуры и истории на обочину.
Семена также видит подмену смысла в мемориале, который планировался как проект памяти жертв депортации, а превратился в мемориал «возрождения народов». При этом в мемориале, по словам Иванца, специально смещается акцент с депортации крымских татар на депортации представителей различных этнических групп Крыма.
Критике со стороны Николая Семены также подвергся выбор в качестве архитектора мемориала Салавата Щербакова, ранее участвовавшего в создании памятника «вежливым людям» в Симферополе. Семена отмечает, что на барельефе Щербакова «Последняя семья» изображены крымские татары добровольно идущие в вагон без всяческого воздействия. Крымский блогер Заир Баккал также обращает внимание, что в сюжет памятника не включён солдат, ведущий крымский татар к вагону, но при этом на территории комплекса есть не очевидный памятник мальчику и девочке с корабликами в руках.
Семена кроме того задаётся вопросом, зачем в мемориале был сделан новый и привлекательный вагон-теплушка. По мнению журналиста, это своеобразное напоминание крымским татарам о том, что «вагон у властей на запасном пути, будете неправильно себя вести, опять вас вывезем в таких же вагонах».
Председатель Общественной палаты Крыма Александр Форманчук заявлял, что с памятника нужно убрать слово «коренной» в отношении крымских татар, поскольку такое уточнение не позволит объекту быть принятым на баланс в Российской Федерации.